# Dale Davis
Elliott Lydell "Dale" Davis, född 25 mars 1969 i Toccoa i Georgia, är en amerikansk före detta professionell basketspelare (C/PF) som tillbringade 16 säsonger (1991–2007) i den nordamerikanska basketligan National Basketball Association (NBA), där han spelade för Indiana Pacers. Portland Trail Blazers, Golden State Warriors och Detroit Pistons.
Under sin NBA-karriär gjorde Davis 8 706 poäng (8,0 poäng per match), 978 assists samt 8 605 rebounds, räddningar från att bollen ska hamna i nätkorgen, på 1 094 grundspelsmatcher.
Han draftades av Indiana Pacers i första rundan i 1991 års draft som 13:e spelare totalt.
Innan Davis blev proffs studerade han vid Clemson University och spelade för deras idrottsförening Clemson Tigers.
Han är far till Trayce Jackson-Davis.